# Vincent Mauro
Vincent Mauro (Pratola Serra, 23 ottobre 1943 – Pratola Serra, 15 giugno 2024) è stato un arbitro di calcio italiano naturalizzato statunitense.

## Biografia
Nato e cresciuto in Italia, dopo la morte del padre la sua famiglia si separò per ragioni economiche, con il fratello prima e la madre poi che emigrarono negli Stati Uniti d'America: Vincenzo "Vincent" rimase inizialmente in Campania, dove terminò gli studi da geometra, per poi ricongiungersi coi suoi a Boston nel 1964. Qui mise su famiglia con Angela, figlia di italoamericani, e lavorò in uno studio di progetti idraulici.
Calciatore dilettante, in gioventù militò nell'Atripalda, squadra dell'omonimo comune avellinese. Anche dopo il trasferimento oltreoceano, per qualche anno proseguì la carriera agonistica nelle leghe amatoriali statunitensi.

## Carriera

### Arbitro
Una volta chiuso con il calcio giocato, nell'immediato diventò dirigente accompagnatore in una squadra giovanile, ruolo in cui sovente si ritrovò a fare le veci dell'arbitro durante le partite. Nel 1978 diventò direttore di gara per la federazione statunitense, venendo impiegato fino alla prima metà del decennio seguente nelle leghe ASL e NASL.
Nonostante la chiusura della NASL nel 1984, l'anno seguente Mauro ottenne i gradi di "internazionale" da parte della FIFA: debuttò in questa veste dieci giorni dopo, in una gara tra Costa Rica e Honduras. Da questo momento si susseguirono le partecipazioni dell'arbitro italoamericano a prestigiosi tornei internazionali.
Nel 1987 diresse la gara tra i padroni di casa del Cile e il Togo al campionato del mondo under 20. L'anno seguente fu impegnato al torneo olimpico di Seul 1988, dove arbitrò la gara tra Brasile e Nigeria e venne impiegato come assistente, tra gli altri, nel quarto di finale tra Unione Sovietica e Australia; nello stesso anno diresse la semifinale Corea del Sud-Cina in occasione della Coppa d'Asia disputatasi in Qatar. Nel 1989 arbitrò due match della Copa América in Brasile.
Infine arrivò la designazione per il campionato del mondo 1990 ospitato nella terra natale, dove gli venne assegnata la direzione della partita Belgio-Corea del Sud; durante la rassegna iridata svolse anche la funzione di assistente, tra l'altro, nel match inaugurale tra Argentina e Camerun.

### Dirigente
Dismessa la divisa arbitrale nel 1991, cominciò l'attività dietro la scrivania che lo vide in seguito, dal 1991 al 1998, direttore degli arbitri della federazione statunitense; quindi presidente della commissione arbitrale della CONCACAF dal 1994 al 1997; e infine istruttore e osservatore per la FIFA fino al 2006.
Nel 1996 gli venne conferito il FIFA Special Award.
Rientrato in Italia e accasatosi presso la sezione AIA di Avellino, nel 2008 venne nominato "arbitro benemerito". Dal 2009 al 2012 fu componente del Comitato Regionale Arbitri della Campania.